# Richard Addinall
Richard Brian Addinall (ur. 18 maja 1983) – południowoafrykański zapaśnik walczący w obu stylach. Siedem razy uczestniczył w mistrzostwach świata, a jego najlepszy wynik to 25. miejsce w 2005. Złoty i brązowy medalista igrzysk afrykańskich w 2007. Podwójny wicemistrz igrzysk wspólnoty narodów w 2010. Zdobył cztery medale na mistrzostwach Afryki, srebrny w 2004, 2007 i 2008. Mistrz Wspólnoty Narodów w 2009 roku.